# ボルツマン因子
物理学において、ボルツマン因子（ぼるつまんいんし、英: Boltzmann factor）とは、温度T の熱平衡状態にある系において、粒子の出入りはなく体積も変化しないときに、特定の状態が発現する相対的な確率を定める重み因子である。ボルツマン因子は、カノニカル分布によって記述される系を議論する際に用いられる。グランドカノニカル分布で記述される系に対しては、系と外部環境の間での粒子の移動を考慮するギブス因子を用いる。

## 概要
熱平衡状態にある系において、粒子の出入りはなく体積も変化しないときに、微視的状態 ω が出現する確率P(ω)は、 微視的状態 ω のエネルギーE(ω)を用いて、以下のボルツマン分布によって記述される。
{\displaystyle P(\omega )={\frac {1}{Z}}\exp {(-\beta E(\omega ))}}
ここで、β は
{\displaystyle \beta ={\frac {1}{k_{\mathrm {B} }T}}}
によって与えられる逆温度であり、kB はボルツマン定数、T は温度である。
Z  は分配関数と呼ばれ、系の全ての状態のボルツマン因子の総和であり、
{\displaystyle Z=\Sigma \exp {(-\beta E(\omega ))}}
と求められる。
このとき、次の項をボルツマン因子と呼ぶ。
{\displaystyle \exp {(-\beta E(\omega ))}=\exp {(-E(\omega )/k_{\mathrm {B} }T)}}
ボルツマン因子は微視的状態 ω が発現する相対的確率を定める重み因子である。
エネルギーEを取る確率P(E)は、エネルギーEの状態が縮退していないときは、
{\displaystyle P(E)={\frac {1}{Z}}\exp {(-\beta E)}}
エネルギーEの状態が縮退しているときは、その多重度をg(E)とすると、
{\displaystyle P(E)={\frac {1}{Z}}g(E)\exp {(-\beta E)}}

## ボルツマン因子の導出
微視的状態 ωi (i = 1, 2, ...) を取りえる系 S (system) が、系Sより遥かに大きい外部の熱浴 R (reservoir) と接触して熱平衡にあるとする。系Sが微視的状態 ωiにあるときの、系Sのエネルギーを ES=E(ωi)とする。S と R の間ではエネルギーは自由にやり取りできるが、粒子の出入りはなく、体積も変化しないとする。このとき、エネルギー保存の法則により、注目する系と熱浴を合わせた全エネルギー E は次式で与えられる。
{\displaystyle E=E_{\mathrm {S} }+E_{\mathrm {R} }=\mathrm {const} }
ここで ER は熱浴のエネルギーを表す。熱浴Rは系Sより遥かに大きいので、ER ≫ ES である。
熱平衡状態において、熱浴 R と系 S における状態数を ΩR, ΩS とする。系Sが微視的状態 ωj にある確率 P(ωj)は、等確率の原理より熱浴 Rの状態数に比例する。系SのエネルギーE(ωj)を用いると、熱浴 Rのエネルギーは ER=E − E(ωj) なので、熱浴 Rの状態数は ΩR(E−E(ωj)) である。
2状態の確率の比を考慮すると以下の式が与えられる。
{\displaystyle {\frac {P(\omega _{2})}{P(\omega _{1})}}={\frac {\Omega _{R}(E-E(\omega _{2}))}{\Omega _{R}(E-E(\omega _{1}))}}}
一方、熱浴 Rの状態数は次のように熱浴 Rのエントロピーと関連付けられる。
{\displaystyle S_{\mathrm {R} }(E-E(\omega _{j}))=k_{\mathrm {B} }\ln[\Omega _{\mathrm {R} }(E-E(\omega _{j}))]}
ここから以下の式が与えられる。
{\displaystyle {\frac {P(\omega _{2})}{P(\omega _{1})}}={\frac {\exp[{S_{\mathrm {R} }(E-E(\omega _{2}))}/{k_{\mathrm {B} }}]}{\exp[{S_{\mathrm {R} }(E-E(\omega _{1}))}/{k_{\mathrm {B} }}]}}=\exp \left[{\frac {S_{R}(E-E(\omega _{2}))-S_{R}(E-E(\omega _{1}))}{k_{\mathrm {B} }}}\right]}
{\displaystyle E(\omega _{j})\ll E}より、
{\displaystyle S_{R}(E-E(\omega _{j}))=S_{R}(E)-{\frac {\mathrm {d} S_{R}(E)}{\mathrm {d} E}}E(\omega _{j})}
よって
{\displaystyle S_{R}(E-E(\omega _{2}))-S_{R}(E-E(\omega _{1}))=-{\frac {\mathrm {d} S_{R}(E)}{\mathrm {d} E}}(E(\omega _{2})-E(\omega _{1}))}
粒子の出入りがないので、熱浴において、熱力学の基本関係式は、
{\displaystyle \mathrm {d} S_{\mathrm {R} }={\frac {\mathrm {d} E_{\mathrm {R} }+P\mathrm {d} V_{\mathrm {R} }}{T}}}
ここで、SR はエントロピー、ER は内部エネルギー、P は圧力、V は体積である。
体積は変化しないので、
{\displaystyle {\frac {\mathrm {d} S_{R}(E_{R})}{\mathrm {d} E_{R}}}={\frac {1}{T}}}
よって
{\displaystyle S_{R}(E-E(\omega _{2}))-S_{R}(E-E(\omega _{1}))=-{\frac {E(\omega _{2})-E(\omega _{1})}{T}}}
確率の比に代入することで以下の式が与えられる。
{\displaystyle {\frac {P(\omega _{2})}{P(\omega _{1})}}=\exp \left(-{\frac {E(\omega _{2})-E(\omega _{1})}{k_{\mathrm {B} }T}}\right)={\frac {\exp {(-\beta E(\omega _{2}))}}{\exp {(-\beta E(\omega _{1}))}}}}
ここでボルツマン定数と温度の積の逆数である β を導入した。
変数の分離を行い、状態に依らない定数を 1/Z とすれば、次の関係式を得る。
{\displaystyle {\frac {P(\omega _{2})}{\exp {(-\beta E(\omega _{2}))}}}={\frac {P(\omega _{1})}{\exp {(-\beta E(\omega _{1}))}}}=\mathrm {const} ={\frac {1}{Z}}}
ゆえに
{\displaystyle P(\omega _{i})={\frac {1}{Z}}\exp {(-\beta E(\omega _{i}))}}
である。
ここで、全微視的状態について和を取ると、左辺の確率の和は１に等しくなるので、
{\displaystyle 1={\frac {\Sigma \exp {(-\beta E(\omega _{i}))}}{Z}}}
よって
{\displaystyle Z=\Sigma \exp {(-\beta E(\omega _{i}))}}
となり、分配係数 Z が求められる。